# Баш-Эмпорда
Баш-Эмпорда́ (кат. Baix Empordà, исп. Bajo Ampurdán) — район (комарка) в Испании, входит в провинцию Жирона в составе автономного сообщества Каталония.

## Муниципалитеты
1. Альбонс
2. Багур
3. Белькайре
4. Калонже
5. Кастель-Пладжа-де-Аро
6. Коломерс
7. Корса
8. Круильес-Монельс-и-Сан-Садурни-де-ла-Эура
9. Фоша
10. Фонтанильес
11. Форальяк
12. Гарриголес
13. Гвальта
14. Жафре
15. Ла-Бисбаль-дель-Ампурдан
16. Ла-Пера
17. Ла-Тальяда-д'Эмпорда
18. Мон-рас
19. Палафружель
20. Паламос
21. Палау-сатор
22. Пальс
23. Парлава
24. Реженкос
25. Рупья
26. Сан-Фелиу-де-Гишольс
27. Санта-Кристина-де-Аро
28. Серра-де-Даро
29. Торрент
30. Торроэлья-де-Монгри
31. Улья
32. Ульястрет
33. Ультраморт
34. Валь-льобрега
35. Вержес (Жирона)
36. Вилоприу